# Burtersett
Burtersett – wieś w Anglii, w hrabstwie North Yorkshire, w dystrykcie (unitary authority) North Yorkshire. Leży 81 km na północny zachód od miasta York i 339 km na północny zachód od Londynu.